# Kamienieccy herbu Pilawa
Kamienieccy – polski ród magnacki herbu Pilawa, wywodzący się od podkanclerza koronnego Klemensa Moskarzewskiego (później Kamienieckiego). Za zasługi wobec kraju otrzymał on od króla Władysława Jagiełły zamek w Odrzykoniu, okoliczne wsie, a w 1390 r. starostwo dobczyckie – miasto i zamek, oraz 12 wsi i Rębielice Królewskie koło Wielunia. Szczyt potęgi rodu przypadał na wiek XV i XVI, kiedy to jego członkowie obejmowali najważniejsze stanowiska w Rzeczypospolitej. Siedzibą rodową Kamienieckich był zamek w Odrzykoniu, wokół którego rozciągało się ich latyfundium.
Kamienieccy działali na scenie politycznej od 1399 roku, kiedy to Klemens Moskarzewski (Kamieniecki) objął funkcję podkanclerzego koronnego. Od tej pory odgrywali oni znaczącą rolę w I Rzeczypospolitej, obejmując stanowiska urzędnicze. Szczyt potęgi rodu przypada na lata życia Mikołaja Kamienieckiego, który został pierwszym hetmanem wielkim koronnym w historii Polski. Uczestniczył on w wielu wyprawach orężnych, m.in. w 1494 – brał udział w bitwie z Tatarami, a w 1506 wkroczył do Mołdawii i rozbił pod Czerniowcami oddział perkułaba Kopacza. W 1509 spustoszył część Hospodarstwa Mołdawskiego, 2 tygodnie bezskutecznie oblegał Jassy, a 4 października 1509 w drodze powrotnej ponownie zwyciężył wojska hospodara (znów dowodzone przez Kopacza) w bitwie pod Chocimiem. 28 kwietnia 1512 wraz z Konstantym Ostrogskim (hetmanem wielkim litewskim) pokonał Tatarów w bitwie pod Łopusznem (zwanej bitwą pod Wiśniowcem), mając do dyspozycji 5000 kawalerii, wyciął w pień 24 tysiące Tatarów, odbijając przy tym kilkanaście tysięcy osób wziętych w jasyr. Nigdy nie przegrał żadnej bitwy. Został pochowany w katedrze wawelskiej pośród innych ważnych osobistości.
Po roku 1560 rola Kamienieckich zmalała.

## Przedstawiciele rodu
- Klemens Moskarzewski (zm. 1408) – podkanclerzy koronny, kasztelan sanocki (również kamieniecki i wiślicki), starosta sanocki, starosta krakowski
- Marcin Kamieniecki (zm. 1439) – polski rycerz i polski szlachcic, właściciel i obrońca Zamku kamienieckiego, Zamku w Dobczycach i 16 wsi
- Piotr Kamieniecki (1410–1447) – starosta dobczycki
- Henryk Andreas Kamieniecki (1430–1488) – kasztelan sanocki, senator, asesor sanocki, właściciel Zamku Kamienieckiego w Odrzykoniu
- Jadwiga Kamieniecka z Sienieńskich (ur. ok. 1500–1558) z Oleska, herbu Dębno – hetmanowa i kasztelanowa lwowska
- Henryk Kamieniecki (zm. 1494) – starosta bełski
- Mikołaj Kamieniecki (1460–1515) – hetman wielki koronny, wojewoda krakowski, wojewoda sandomierski, kasztelan sandomierski, starosta generalny krakowski, starosta bełski, starosta sanocki
- Mikołaj Kamieniecki (ur. 1490)
- Marcin Kamieniecki (ok. 1470–1530) – hetman polny koronny, dworzanin królewski Zygmunta Starego, podkomorzy sanocki, wojewoda podolski, kasztelan lwowski
- Jan Kamieniecki (ok. 1463–1513) – hetman polny koronny, dworzanin króla Jana Olbrachta i Aleksandra Jagiellończyka, rotmistrz rubieży wschodnich, jeden z najdzielniejszych dowódców broniących rubieży wschodnich Polski, starosta bełski, buski, chełmski, horodelski, kasztelan lwowski
- Jan Kamieniecki (1524–1560) – rotmistrz obrony potocznej, wojewoda podolski
- Barbara Mniszech z Kamienieckich (zm. ok. 1569) – starościna sokalska i łukowska
- Mikołaj Kamieniecki (ur. 1600)
- Ludwik Kamieniecki (1758–1816) – generał dywizji armii Księstwa Warszawskiego, zaufany, bliski współpracownik i towarzysz walk ks. Józefa Poniatowskiego
- Jan Kazimierz Kamieniecki (1785–ok. 1833) – pułkownik napoleoński, adiutant księcia Józefa Poniatowskiego
- Dominik Kamieniecki – podczaszy latyczowski, cześnik latyczowski, deputat na Trybunał Koronny, poseł podolski, komisarz skarbu koronnego, komisarz wojskowy Księstwa Warszawskiego
- Witold Kamieniecki (1883–1964) – polski historyk, dyplomata, senator RP, wykładowca Uniwersytetu Warszawskiego, członek Towarzystwa Naukowego Warszawskiego, ministrem pełnomocny RP na Łotwie, zasiadał w Sejmie Ustawodawczym, był członkiem Narodowego Zjednoczenia Ludowego